# Calicotome rigida
Calicotome rigida là một loài thực vật có hoa trong họ Đậu. Loài này được (Viv.) Maire & Weiller miêu tả khoa học đầu tiên.